# Équipe des Bahamas de rugby à XV
L'équipe des Bahamas de rugby à XV rassemble les meilleurs joueurs de rugby à XV des Bahamas, est membre de la NACRA et joue actuellement dans le Championnat des Caraïbes de rugby. Elle ne s'est jamais qualifiée pour disputer une Coupe du monde mais elle a participé aux tournois qualificatifs.

## Histoire
Les Bahamas font leurs débuts internationaux le 22 mars 1997 dans une rencontre contre les Bermudes. Les Bermudes gagnent le match 24 à 3. Les Bahamas jouent ensuite en avril contre la Barbade et gagne à cette occasion leur premier match international 37-23. L'équipe joue trois rencontres en octobre 1998 qui se soldent par trois défaites contre les Bermudes, Trinité-et-Tobago et la Jamaïque.
En 2001, les Bahamas perdent contre la Barbade 18 à 25. En juin 2003, ils affrontent les Îles Caïmans et perdent 7 à 13. Les Bahamas ont pris part au tournoi des Amériques qualificatif pour la Coupe du monde de rugby à XV 2007 en France. Ils ont gagné leurs deux premiers matchs, l'emportant contre les Îles Caïmans et les Bermudes, mais ils ont perdu le troisième contre la Jamaïque. Cependant, ils terminèrent à la première place de la Poule Nord, et disputèrent une rencontre de barrage contre le premier de l'autre poule. Les Bahamas perdirent face à la Barbade 52 à 3.

## Palmarès
- Coupe du monde
  - 1987 : pas invité
  - 1991 : pas concouru
  - 1995 : pas concouru
  - 1999 : pas qualifié
  - 2003 : pas qualifié
  - 2007 : pas qualifié
  - 2011 : pas qualifié
  - 2015 : pas qualifié